# 레이저

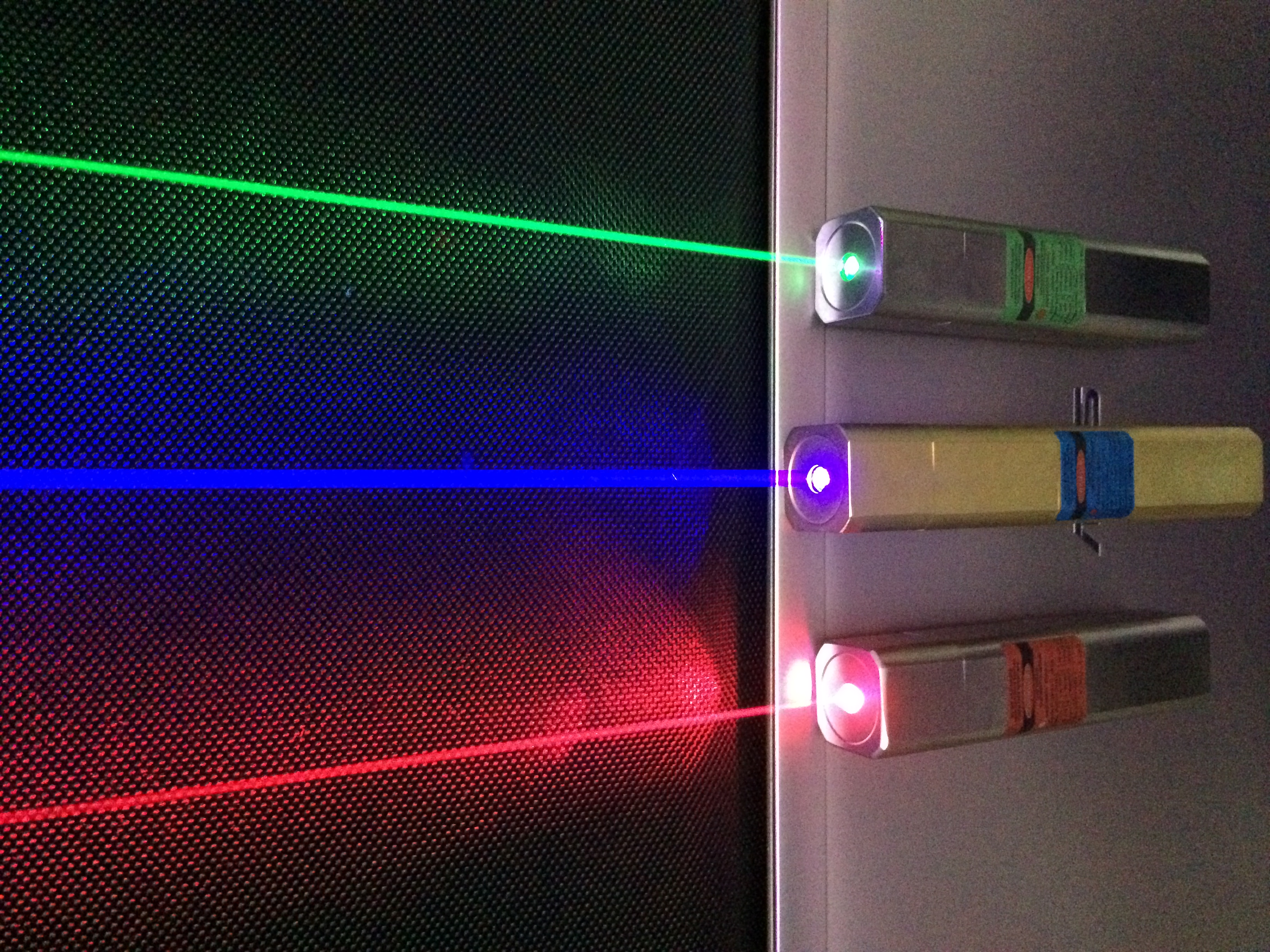
레이저 포인터（적색[635 nm], 녹색[520 nm], 청색[445 nm]）

레이저(laser, 문화어: 레이자)는 유도 방출 광선 증폭(Light Amplification by the Stimulated Emission of Radiation)의 머릿글자다. 원자나 분자 내부에 축적된 에너지를 집약적으로 뽑아내는, 긴밀히 결합된(응집력 있는) 광선이다. 전형적인 레이저 광은 단색, 즉, 오직 하나의 파장이나 색으로 이루어진다. 일반적으로 레이저 빔은 가늘고 퍼지지 않는다. 반면, 백열전구와 같은 대부분의 광원은 결이 맞지 않은 수많은 빛을 넓은 파장 범위에서 넓은 면적으로 방출한다. 레이저의 파장은 매질 등의 구성요소에 의해 정확하게 정해진다. 매질에 따라, 아르곤에서는 푸른색, 이산화탄소에서는 무색(적외선), 루비에서는 붉은색의 레이저가 방출된다.

## 역사
1917년 알베르트 아인슈타인은 전자기 방사선의 흡수, 자연 방출, 유도 방출을 위해 개념적으로 아인슈타인 계수에 기반을 둔 막스 플랑크의 방사 법칙을 재유도함으로써 방사양자설(Zur Quantentheorie der Strahlung)이라는 논문에 레이저와 메이저의 이론적 토대를 마련하였다.

## 보통의 광선과의 차이

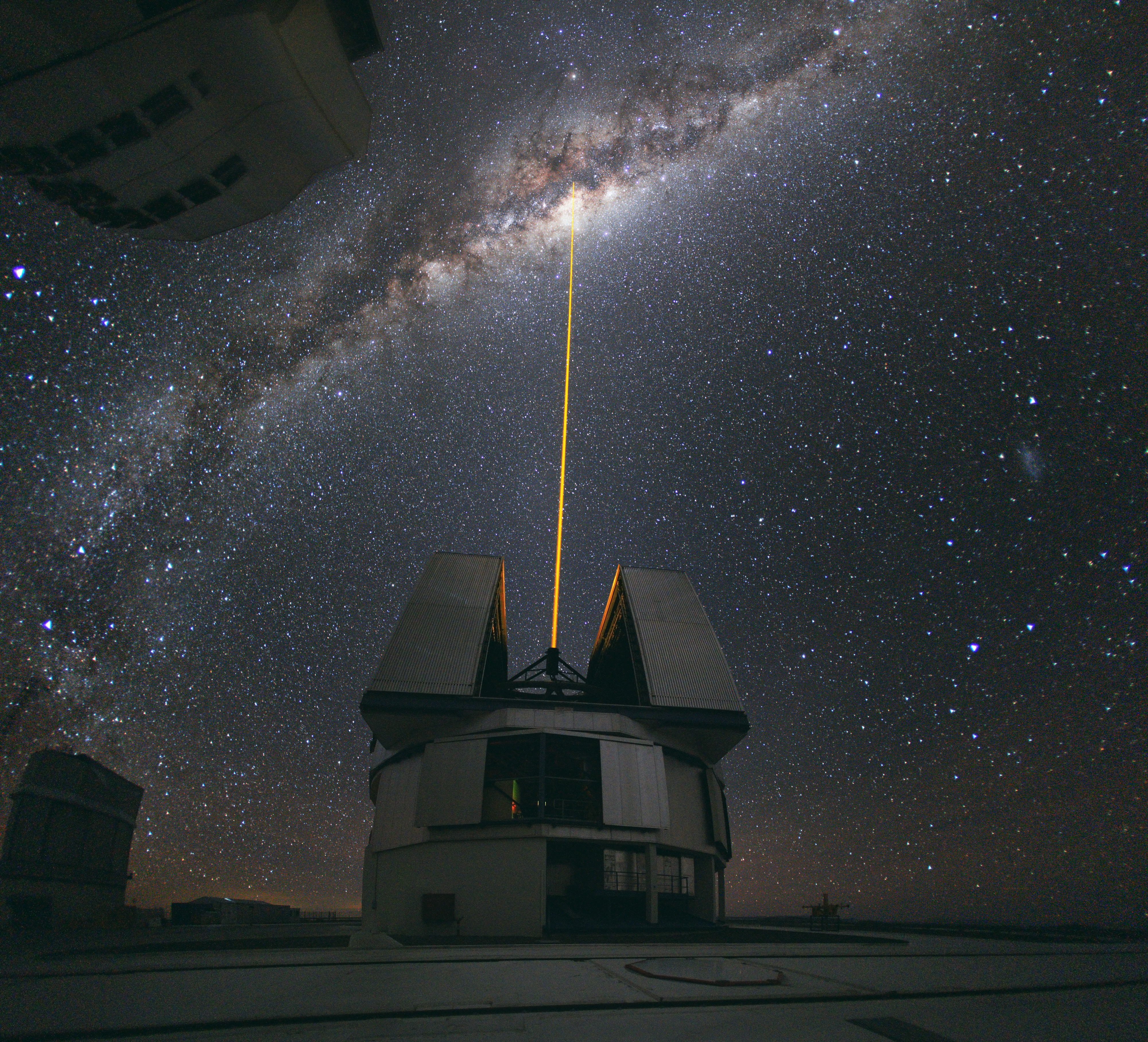

햇빛을 한 점에 집중하면 종이를 태울 정도의 에너지를 얻을 수 있다. 레이저의 경우 태양빛에 비하여 단위 면적당 얻어지는 에너지가 훨씬 많은데, 태양빛은 직경 1000분의 1mm 크기에 집광(集光)시키는 것이 어렵지만 레이저 광(光)이라면 그것이 가능하다. 이 때문에 1ｍW 출력의 레이저라도 단위 면적당으로는 태양빛의 100만 배의 에너지 밀도가 된다. 1ｍW라면 꼬마 전구를 켤 수 있는 전기보다도 더욱 작은 출력이다. 이렇게 되면 종이를 태우는 정도가 아니라 출력 여하에 따라서는 사람을 살상할 능력까지 지니고 있다. 레이저 광이 군사용 무기로도 쓰일 수 있는 이유는 바로 이 때문이다.
1960년 7월, 미국의 T. H. 메이먼 박사는 여러 과학자들과 보도진 앞에서 레이저 빔으로 풍선을 터뜨려 보였다. 그 때부터 이 빛의 마술은 새로운 도구로서 과학사에 획기적인 한 페이지를 추가하게 되었다. 빛이 파동의 성질을 지니고 있다는 것은 오래전부터 알려져 있다.
자연광이 서로 다른 많은 파장과 위상의 빛이 섞여 있는 데 비하여 레이저 광은 단일 파장 동위상의 빛이다. 파장이란 물결의 봉우리와 봉우리, 혹은 골짜기와 골짜기 사이의 길이를 말한다. 빛은 파장마다 일정한 색을 가지고 있으므로 단일 파장인 레이저 광은 단일색이 된다. 레이저의 선명한 색의 비밀은 여기에 있다. 다만 레이저에는 모두 색이 있는 것은 아니다. 가시광(可視光) 이외의 파장을 가진 레이저 광이라면 모양도 색깔도 보이지 않는다.
위상이란 물결의 어긋남을 말하는데, 동위상이라는 것은 물결의 봉우리와 봉우리, 골짜기와 골짜기가 일치하고 있는 것으로, 다시 말해서 꼭 겹쳐 있다고 생각하면 된다. 이 때문에 레이저 광은 자연광에 비하여 매우 잘 다듬어진 '깨끗한 물결'의 빛이라 할 수가 있다. 그리고 레이저 광은 아무리 먼 거리까지 가도 빛이 퍼지지 않는다. 자연광이 사방팔방으로 확산해 버리는 데 비하여, 레이저 광은 똑바로 일직선으로 뻗어 간다. 이와 같은 성질을 지닌 레이저는 많은 분야의 관심을 끌어 눈 깜짝할 사이에 사용용도가 확대되어 갔다.
빛 본래의 성질에 더하여 그 강력한 에너지를 이용하여 공업·의료·핵융합·계측·정보 기억·광통신에 이르기까지 탄생 후 불과 35년 동안에 눈부시게 연구 개발되어 용도가 확대되어 왔다.

## 레이저 산업 분야
현재 레이저 산업의 시장규모는 수조 원에 이른다. 가장 널리 사용되는 분야는 콤팩트 디스크, DVD, 블루레이 디스크 등의 광디스크 장치이다. 이외에도 바코드 리더와 레이저 포인터에도 주로 사용된다.
산업적으로 레이저는 철이나 금속을 자르거나 표면에 그림, 글씨를 새기는 데 사용된다. 레이저는 다양한 분야의 과학에서 사용되는데 특히 정확하게 정해지는 단색의 파장 때문에 분광학 분야에 주로 사용된다. 펄스 레이저의 경우 짧은 펄스 폭을 이용하여 짧은 시간 동안에 일어나는 현상을 관찰하는 데 사용된다. 군사적으로 레이저는 공격 대상을 식별하거나 미사일 등의 무기를 유도하는 데 사용되며 전술 고에너지 레이저와 같이 미사일이나 비행체 등을 요격하는 용도로도 사용된다. 의학에서는 안과 수술, 미용 목적의 수술 등에 사용된다. 관성항법장치 내에서 Ring Laser Gyro나 Fiber Optic Gyro의 형태로 이용되며 물리학 분야에서는 레이저 냉각으로 원자를 극저온으로 냉각시키는 용도로 사용한다. 원자시계, 라이다 측량에서도 활용된다.

## 어떻게 강한 에너지를 내는가

주요 구성 요소:
1. 활성 레이저 매질
2. 에너지
3. 거울
4. 부분적 거울
5. 레이저 광

빛을 증폭한다는 것은 간단히 말하면 빛의 힘을 강하게 만드는 것을 말한다. 그것은 어떤 물질을 구성하는 원자와 분자를 자극하여, 빛 등의 전자파를 에너지로서 꺼내는 것을 말한다. 물질에는 각각의 고유한 에너지 준위가 있어, 증폭되었을 때에 방출되는 빛의 에너지도 각각 일정한 값을 갖는다. 방출되는 빛의 파장이 물질마다 달라지는 것은 그 때문이다. 분자와 원자는 통상 각각 일정한 에너지 준위에서 안정되어 있는데, 이것을 바닥 상태라 한다. 그런데 밖으로부터 자극을 받으면 에너지 준위가 높은 들뜬 상태가 된다. 이 때의 분자와 원자는 매우 불안정하기 때문에 에너지 준위가 낮은 안정 상태로 돌아가려고 빛을 방출한다. 이 자연 방출로 얻어지는 빛은 무질서한 빛이 혼재하여 파장도 위상도 제각기 다르다. 이와 같은 빛을 '인코히런트(Incoherent)'한 빛이라 하는데, 이 빛은 일상 생활에서 체험하는 빛과 똑같은 것이다. 한편 원자와 분자는 자신이 자연 방출하는 빛과 똑같은 파장의 빛에 부딪치면 유도되듯이 빛을 방출하는 성질이 있다. 이 빛은 원래의 빛과 파장·위상·진행 방향도 완전히 똑같은 가간섭적(可干涉的) 빛이다. 레이저 광을 꺼내는 데는 광공진기(光共振器)를 사용한다. 이것은 광축(光軸)이 일치하도록 좌우에 서로 마주보는 거울을 놓고, 그 사이에 레이저 발전(發振)을 시키기 위한 물질을 놓은 것이다. 매질로서는 결정(結晶)을 비롯한 고체 외에 액체, 기체도 사용되는데 현재까지 수천 종류에 이르는 레이저 광이 확인되고 있다. 이 광공진기의 레이저 매질에 자극을 주어 연속적으로 여기(勵起)를 만들어 내면, 자연 방출과 유도 방출이 일어난다. 자연 방출도 유도 방출도 처음에는 제각기 다른 방향을 향해서 일어나지만 좌우의 거울에 수직으로 닿는 빛만은 반사되어 거울 사이를 몇 번이고 왕복하는 동안에 유도 방출을 되풀이하여 레이저 광으로 성장해 간다. 이때 한쪽 거울에 부분 투과성의 것을 사용하면 내부를 왕복하고 있는 빛의 일부분이 광공진기 밖으로 방출된다. 이렇게 해서 레이저가 발생되는 것이다.

## 활용

### 레이저를 이용한 가공
레이저 가공은 강력한 출력의 레이저를 사용하여 금속, 플라스틱, 나무 그리고 천 등의 절단, 구멍 뚫기와 용접, 담금질 등을 하는 기술이다. 작동 속도가 빠르고 초점을 정확히 맞출 수가 있기 때문에 여러 분야에 이용되고 있다. IC와 LSI, 정밀 기기의 가공에 레이저는 매우 뛰어나다. 매우 작은 점에 집광(集光)할 수 있고 에너지 밀도가 큰 것이 레이저의 특성이기 때문이다. 가장 단단한 다이아몬드를 비롯하여 보석·내열합금·세라믹스 등도 가공할 수가 있다. 예를 들어 시계의 베어링으로 쓰이는 직경 1mm의 루비에 직경 0.05mm의 구멍을 1초 동안에 10개 이상이나 뚫는다. 같은 레이저 가공기라도 출력을 달리 하면 갖가지 작업을 할 수 있다. 출력을 높여 연속적으로 빛을 대면 금속을 절단할 수가 있으며, 재료가 녹으면서도 증발하지 않을 정도로 출력을 줄이면 용접기로 변한다. 더욱 줄이면 금속 표면에만 열처리를 한다든지 금속 표면의 흠을 체크할 수도 있다. 이와 같이 산업용 레이저는 실용화가 뛰어나다. 아직은 비용이 많이 들지만 이것만 해결되면 종래의 공작기계의 이미지를 바꾸어 버리게 될 것이며 소형화, 고효율화(高效率化), 자동화, 그리고 작업장의 면적을 줄이는 데도 크게 기여할 것이다. 바야흐로 커터라든가 드릴 등이 모습을 감추고 레이저 광선으로 바뀔 날도 멀지 않은 것으로 보인다.

### 의료
의료 분야에서도 레이저는 눈부시게 활용되고 있다. 잘 알려져 있는 것이 레이저 메스로 이것은 레이저 광을 렌즈로 집광시켜 한 점에 조사(照射)하여, 강력한 에너지로 생체 조직을 순간적으로 증발, 기화시켜서 절개하는 것이다. 절개되는 부분의 조직은 순간적으로 1500℃ 이상이 되어 열에 의하여 증발해 버린다. 출력을 100℃ 이하로 낮추면 조직은 응고되기 때문에, 종래의 메스보다도 출혈이 적어지므로 출혈이 많은 부위의 수술에 적합하다. 의료 분야에서는 레이저 메스로 대표되는 열 효과의 이용이 주였는데, 최근에는 다음 단계로 크게 진전되려 하고 있다. 이것은 광화학 반응을 이용하여 살세포 효과(殺細胞效果)를 얻으려는 것으로, 암 치료에 큰 기대가 모아지고 있다. 체내에 HpD라는 색소를 주입하면 암세포만이 반응한다. 왜 암세포만이 반응하는지 그 얼개는 완전히 밝혀지지 않았으나 이 반응이 생겼을 때 이 색소에 흡수되기 쉬운 레이저를 조사(照射)하면 암세포의 발육을 저지하고, 살세포 효과가 있는 물질이 생성되어 암이 치료되는 것이다. 최근에는 레이저를 치아에 조사하는 것만으로 치통을 멎게 한다든지, 이의 치료를 무통(無痛)으로 하는 방법도 고안되었다. 또한 흥미로운 일은 어떤 레이저를 이에 조사하면 치수(齒髓)의 반응성에 2차적인 석회화(石灰化)가 생긴다는 것을 발견한 것인데, 이것은 장차 충치 치료 방법을 크게 바꿀 가능성이 있다. 레이저에 의한 무통 치료의 경우도 왜 환자가 통증을 느끼지 않는지는 아직 밝혀지지 않고 있다. 레이저라고 하면 이제까지는 열 효과면만이 강조되어 왔지만, 앞으로는 좀 더 다른 면에서의 응용이 적극적으로 연구, 개발되어 갈 것이다. 치료 목적 이외의 검사에도 레이저가 이용되기 시작하고 있는데 이 분야에서도 획기적인 응용이 기대되고 있다. '살인 광선'이기는커녕 인류를 살리는 빛으로서 크게 기대되고 있는 것이다. 또 한 가지 주목되고 있는 분야로 레이저 계측(計測)이 있다. 과거에는 미리 알고 있는 두 점 사이를 맺는 선과 측정하고자 하는 지점과의 각도를 바탕으로 거리를 측정하여 지도를 만들었는데, 레이저 계측법은 측정하고자 하는 지점에 반사경을 놓고, 바닥점에서 레이저 광을 발사하여 되돌아오는 시간으로 거리를 구하려는 것이다. 이 방법은 정밀을 요하는 지도 작성에서 위력을 발휘하고 있다.

### 산업, 의료, 통신 분야
하이테크 산업이라 하여 각국이 심혈을 기울이고 있는 오늘날의 최첨단 기술 중에서도 광기술(光技術)에 거는 기대는 매우 크다. 마침내 실용 단계에 들어서기 시작한 광통신의 주역도 레이저와 광파이버이다. 전기 신호 대신 빛의 신호를 통해서 먼 곳으로 정보를 전달하는 것인데, 그것으로 보낼 수 있는 정보량은 종래의 방법에 비하여 엄청나게 크며, 또한 빨라졌다. 개발에서부터 불과 35여 년 동안에 레이저는 눈부시게 그 영역을 넓혀 왔고, 바야흐로 새로운 '인공 태양'까지 손에 넣으려 하고 있다. 핵융합의 실험이 그것이다. 이렇게 볼 때, 실용화가 뛰어난 레이저의 연구 개발은 종래의 산업, 의료, 계측, 통신 등의 분야를 일신하고, 과학사에 획기적인 한 페이지를 더해 줄 것이다.

## 같이 보기
- 세계레이저학술원
- 레이저 아트
- 홀로그래피
- 반도체 레이저
- 수직 캐비티 표면 광방출 레이저
- 레이다

## 참고 자료
- 이 문서에는 다음커뮤니케이션(현 카카오)에서 GFDL 또는 CC-SA 라이선스로 배포한 글로벌 세계대백과사전의 내용을 기초로 작성된 글이 포함되어 있습니다.